# James Inhofe
James Mountain Inhofe, dit Jim Inhofe, né le 17 novembre 1934 à Des Moines (Iowa) et mort le 9 juillet 2024 à Tulsa (Oklahoma), est un homme politique et homme d'affaires américain.
Il est membre du Parti républicain, maire de Tulsa de 1978 à 1984 et sénateur de l'Oklahoma au Congrès des États-Unis de 1994 à 2023.

## Biographie

### Jeunesse et études
Ses parents emménagent à Tulsa dans l'Oklahoma, quand il est enfant. Jim Inhofe fait son service militaire dans l'US Army de 1955 à 1956. Il fait carrière dans les affaires pendant une trentaine d'années. Il a notamment dirigé la compagnie d'assurance-vie Quaker.

### Carrière
De 1967 à 1969, Jim Inhofe est membre de la Chambre des représentants de l'Oklahoma. De 1969 à 1977, il est sénateur de l'État de l'Oklahoma.
En 1974, il tente de se faire élire gouverneur mais est battu par le démocrate David Boren. En 1976, Jim Inhofe tente de se faire élire à la Chambre des représentants des États-Unis. Il se présente dans le premier district de l'Oklahoma mais est battu par le démocrate sortant James R. Jones.
De 1978 à 1984, il est maire de Tulsa. En 1986, il se représente dans le premier district de l'Oklahoma et est élu. Il est réélu à la Chambre des représentants en 1988, 1990 et 1992. En 1994, Jim Inhofe est élu au Sénat des États-Unis et prête serment le 17 novembre pour terminer le mandat du sénateur sortant, David Boren, démissionnaire à la suite de son élection à la présidence de l'université de l'Oklahoma.
En 1996, Jim Inhofe est réélu pour un mandat complet et de nouveau en 2002, 2008, 2014 et 2020. Il démissionne de son mandat le 3 janvier 2023.
Début 2020, alors que la Covid-19 commence à se propager dans le monde, il vend des actions pour une valeur de plusieurs centaines de milliers de dollars.

### Idées et prises de position
Jim Inhofe est connu pour être l'un des plus inconditionnels partisans de l'État d'Israël. En mars 2002, il prononce un discours au Sénat américain dans lequel il n'hésite pas à qualifier les attentats du 11 septembre 2001 de punition divine contre l'Amérique pour ne pas suffisamment soutenir Israël.
Connu pour ses positions climatosceptiques, il considère le changement climatique comme étant le « plus grand canular jamais perpétré contre le peuple américain », affirmant que seul Dieu pouvait influer sur le climat. Il s'est engagé contre la ratification du protocole de Kyoto par les États-Unis et contre l'accord de Paris sur le climat.
En 2015, pendant la guerre du Donbass, voulant obtenir le soutien du Sénat américain afin de procéder à la livraison d'armes au régime ukrainien pour lutter contre les séparatistes pro-russes, il montre des images de chars russes censées représenter l'engagement russe auprès des séparatistes. La presse révèle rapidement que les clichés, vieux de six ans, ont été pris en Géorgie,.
Il défend pendant des décennies le droit du peuple sahraoui à l'autodétermination,,, avant d'accepter finalement en 2020 le plan d'autonomie proposé par le maroc comme étant source crédible et sérieuse unique pour régler la question du sahara occidentale.

### Commissions sénatoriales
Jim Inhofe est président de la commission sénatoriale de l'Environnement et des Travaux publics de 2003 à 2007, et de 2015 à 2017. Il est également membre de la commission des affaires indiennes.